# Orsonwelles bellum
Orsonwelles bellum – gatunek pająka z rodziny osnuwikowatych. Występuje endemicznie na Hawajach. 

## Taksonomia
Gatunek ten opisany został po raz pierwszy w 2002 roku przez Gustava Hormigę na łamach „Invertebrate Systematics”. Opisu dokonano na podstawie trzech samic odłowionych w 1997 roku. Materiał typowy zdeponowano w Narodowym Muzeum Historii Naturalnej. Epitet gatunkowy bellum oznacza po łacinie „wojna” i jest nawiązaniem do słuchowiska Wojna światów przygotowanego przez Orsona Wellesa, co wiąże się ze znalezieniem holotypu pod wieżą radiową.

## Morfologia
Samice osiągają od 10,54 do 11,97 mm długości ciała, z czego od 4,96 do 5,58 mm przypada na karapaks. Karapaks jest ciemnobrązowy lub szary z jasną przepaską podłużną. Wysokość nadustka wynosi od około 3,1-krotności średnicy oczu przednio-środkowych. Duże i masywne szczękoczułki mają 16 zębów na krawędzi przedniej oraz od 9 do 11 zębów na krawędzi tylnej. Zęby szczękoczułków rozmieszczone są szeregowo. Sternum jest brązowawe z przyciemnionymi brzegami. Jego kształt jest dłuższy niż szeroki z przedłużeniem między biodrami ostatniej pary. Podłużnie jajowata w zarysie opistosoma ma ubarwienie ciemnobrązowe lub szare z nielicznymi kropkami w częściach przednio-bocznych oraz jaśniejszymi znakami. Stożeczek jest duży, mięsisty i porośnięty szczecinkami.
Samica ma bardzo dużą, półtora raza dłuższą niż szerszą płytkę płciową, sięgającą niemal do kądziołków przędnych. Spermateki są małe i kuliste w kształcie.

## Występowanie i ekologia
Gatunek ten występuje endemicznie na wyspie Kauaʻi w archipelagu Hawajów. Ograniczony jest w swym zasięgu do góry Kahili. Spotykany był na rzędnych od 671 do 731 m n.p.m. Dorosłe samice obserwowano od grudnia do sierpnia.